# Ingrid Edenberg
Ingrid Sofia Edenberg, född 25 oktober 1914 i Kungsholms församling, Stockholm, död 20 januari 1999 i Skarpnäcks församling, Stockholm, var en svensk konstnär.
Edenberg studerade vid Académie Libre i Stockholm. Hennes konst består huvudsakligen av Stockholmsmotiv. Bland hennes offentliga arbeten märks utsmyckning för Långbro sjukhus, Danderyds sjukhus och S:t Görans sjukhus. Edenberg är representerad vid Jönköpings museum. Hon är begravd på Skogskyrkogården i Stockholm.